# Helmut Prückner
Helmut Prückner (* 28. Oktober 1936 in Bamberg) ist ein deutscher Klassischer Archäologe.

## Leben
Helmut Prückner wurde 1966 an der Universität Heidelberg bei Roland Hampe mit einer Arbeit zu den lokrischen Tonreliefs promoviert. Von 1966 bis 1970 war er Assistent, 1970 bis zu seinem Ruhestand 2001 Akademischer Rat am Institut für Klassische Archäologie der Universität Heidelberg.

Helmut Prückner entstammt der Patrizierfamilie Prückner. Sein jüngerer Bruder war der Schauspieler Tilo Prückner.

## Schriften (Auswahl)
- Die lokrischen Tonreliefs. Beitrag zur Kultgeschichte von Lokroi Epizephyrioi. Zabern, Mainz 1968.
- Erbacher Vasen. In: Herbert A. Cahn, Erika Simon u. a. (Hrsg.): Tania. Festschrift Roland Hampe. Zabern, Mainz 1980, ISBN 3-8053-0377-7, S. 483–501.
- Das Budapester Aktium-Relief. In: Forschungen und Funde. Festschrift Bernhard Neutsch.  Verlag des Institutes für Sprachwissenschaft der Universität Innsbruck, Innsbruck 1980, S. 357–366.
- Die Römerzimmer des Schlosses Erbach im Odenwald. In: Herbert Beck, Peter C. Bol, Wolfram Prinz (Hrsg.): Antikensammlungen im 18. Jahrhundert. Gebr. Mann, Berlin 1981, ISBN 3-7861-1268-1, S. 237–255.
- (Redaktion): Palast und Hütte: Beiträge zum Bauen und Wohnen im Altertum. Zabern, Mainz 1982, ISBN 978-3-805304-92-4
- (Hrsg.): Die alte Brücke in Heidelberg – 1788–1988. Braus, Heidelberg 1988, ISBN 3-925835-19-9.
- Der Herkulesbrunnen auf dem Marktplatz. In: Peter Blum (Hrsg.): Heidelberger Altstadtbrunnen. Edition Guderjahn, Heidelberg 1995, ISBN 978-3-924973-55-1, S. 38ff.
- Die Alte Brücke. In: Elmar Mittler (Hrsg.): Heidelberg. Geschichte und Gestalt. Universitätsverlag C. Winter, Heidelberg 1996, ISBN 3-921524-46-6, S. 162–171.
- Die Stellung des Tiberius. Vorschlag für eine Ergänzung der Gemma Augustea. In: Komos. Festschrift für Thuri Lorenz zum 65. Geburtstag. Phoibos Verlag, Wien 1997, S. 119–124.
- Geräte und Gefässe im Mithras-Kult. In: Thesaurus Cultus et Rituum Antiquorum (ThesCRA). Band 5: Personnel of Cult, Cult Instruments. Fondation pour le Lexicon Iconographicum Mythologiae Classicae / The J. Paul Getty Museum, Basel / Los Angeles 2005, ISBN 0-89236-792-X, S. 417–420.
- Kaiser Konstantins Bilderbogen oder: die Botschaft der Spolien. In: Thetis. 15, 2008, S. 59–75.